# Tito Estacílio Tauro (cônsul em 11)
Tito Estacílio Tauro (em latim: Titus Statilius Taurus) foi um político romano eleito cônsul em 11. Tauro era filho de Tito Estacílio Tauro, cônsul em 37 e 26 a.C., possivelmente com Cornélia Sisena. Ele pode ter sido irmão de Sisena Estacílio Tauro, cônsul em 16.

## Família
Tauro se casou com Valéria, filha do senador Marco Valério Messala Corvino, com quem teve três filhos: Tito Estacílio Tauro, cônsul em 44, Tito Estacílio Tauro Corvino, cônsul em 45, e Estacília Messalina, mãe da futura imperatriz-consorte Estacília Messalina, terceira esposa do imperador Nero